# Dzwonowa
Dzwonowa – wieś w Polsce położona w województwie podkarpackim, w powiecie dębickim, w gminie Jodłowa.
| SIMC    | Nazwa     | Rodzaj    |
| ------- | --------- | --------- |
| 0821441 | Budy      | część wsi |
| 0821458 | Kamieniec | część wsi |
| 0821464 | Nowiny    | część wsi |
| 0821470 | Piekło    | część wsi |
| 0821487 | Potoki    | część wsi |

W latach 1975–1998 miejscowość administracyjnie należała do województwa tarnowskiego. Dzwonowa leży na terenie Pogórza Ciężkowickiego w dolinie potoku Wolanka. Jej powierzchnia wynosi 3,74 km². Wieś, stanowiąca sołectwo w składzie gminy Jodłowa, graniczy z Zagórzem, Dęborzynem, Jodłową i Lubczą.
Dzwonowa była lokowana w 1357 roku jako wieś królewska na podstawie przywileju króla Kazimierza Wielkiego, wydanego dla zasadźców Tilkona i Mikołaja. Określał on powierzchnię wsi na 40 łanów. W okresie lokacji wieś wchodziła w skład powiatu bieckiego. Po utworzeniu w połowie XV wieku powiatu pilźnieńskiego, włączono do niego także Dzwonową.
W 1564 roku w Dzwonowej istniało sołectwo należące do Mateusza Gogolińskiego, karczma i młyn. W wyniku rozbiorów wieś znalazła się w zaborze austriackim, przechodząc na własność monarchii habsburskiej, a następnie została sprzedana w ręce prywatne.
W okresie dwudziestolecia międzywojennego w Dzwonowej istniała szkoła podstawowa, reaktywowana pod koniec lat 50. XX wieku, zamknięta w 2004 roku z powodu małej ilości uczących się dzieci. Od 1982 roku we wsi funkcjonuje jednostka Ochotniczej Straży Pożarnej.